# くもりな
くもりなは日本のスリーピースバンドである。偶然隣人同士であったアダチユウキと知久真明、そしてアダチの友人めいりんが北京留学から戻り、2005年に活動開始。オーディション「COME TO MAJOR」にてグランプリを獲得。2007年日本クラウンからメジャーデビュー。2009年、権藤知彦プロデュースにより1stアルバムをリリース。

## メンバー
- めいりん　ボーカル

日本人とマレーシア人のハーフ。北京留学時は美大で陶芸を専攻し、卒業制作で作った雲の形のオカリナがバンド名の由来となった。
- 安達有希　ギター
- 知久真明　ベース

## ディスコグラフィー

### シングル
1. ビールどの（2007年6月6日）
  1. ビールどの（日本テレビ系「歌スタ!!」6月度エンディングテーマ）
  2. テラ

### アルバム
1. かくめい日和（2009年7月15日）

  1. ハーモニー

  2. 露草

  3. 泡月

  4. ドリアン

  5. カナリヤ

  6. 砂漠の毒リンゴ

  7. サソリ

  8. トローチ

  9. ハチミツ

  10. かりんとう

  11. 空気
2. 名前のない日。（2012年5月1日）

  1. みちくさ蜃気楼

  2. ハートランド

  3. 名前のない日

  4. まいごになりそう

  5. 1978

  6. ベイビー

  7. 月灯りのサボテン

  8. La Stland

  9. 地球のチリ

  10. ほっぺパン

  11. 流氷